# Marina Agoues
Marina Agoues Márquez (Zarauz, Guipúzcoa, 14 de diciembre de 1992) es una exfutbolista que jugaba como delantera de fútbol española, su último club fue la Sociedad Deportiva Eibar.
Como jugadora sub-19 internacional, jugó en el Campeonato Europeo U-19 de 2011.

## Trayectoria
| Equipo                      | País   | Año         |
| --------------------------- | ------ | ----------- |
| Club Deportivo Zarautz      | España | 2006 - 2009 |
| Real Sociedad de Fútbol     | España | 2009 - 2014 |
| Riviera Di Romagna Calcio   | Italia | 2014 - 2015 |
| Real Sociedad de Fútbol     | España | 2015        |
| Oiartzun Kirol Elkartea     | España | 2015 - 2018 |
| Santa Teresa Club Deportivo | España | 2018        |
| Sociedad Deportiva Eibar    | España | 2018 - 2020 |